# Chinatown (Toronto)
Pour les articles homonymes, voir Chinatown.
Chinatown (chinois : 唐人街, litt. « rues des Chinois »:25,, ou plus précisément 多倫多中區華埠, litt. « quartier chinois du centre-ville de Toronto »), ou le quartier chinois en français, est une enclave ethnique et un quartier du centre-ville de Toronto, au Canada, ayant une forte concentration de résidents d'origine chinoise et de commerces asiatiques. Le quartier actuel, s'étendant le long de la rue Dundas ouest et de l'avenue Spadina, commença d'apparaître dans les années 1960 en même temps que le 
premier Chinatown de Toronto (en), remontant à la fin du XIXe siècle, commença de disparaître. Il est aujourd'hui l'un des plus grands quartiers chinois d'Amérique du Nord et rassemble l'une des plus grandes communautés chinoises du Grand Toronto.
Au sens large, le nom « quartier chinois » peut désigner d'autres quartiers ; les gens occidentaux en reconnaissent aujourd'hui six dans le Grand Toronto. En revanche, en ce sens large, les canadiens d'origine chinoise distinguent les Chinatowns des autres quartiers chinois (chinois : 唐人區) ; ces derniers, qui se trouvent dans les banlieues, ne sont pas considéré Chinatowns:120.

## Traduction des noms des rues

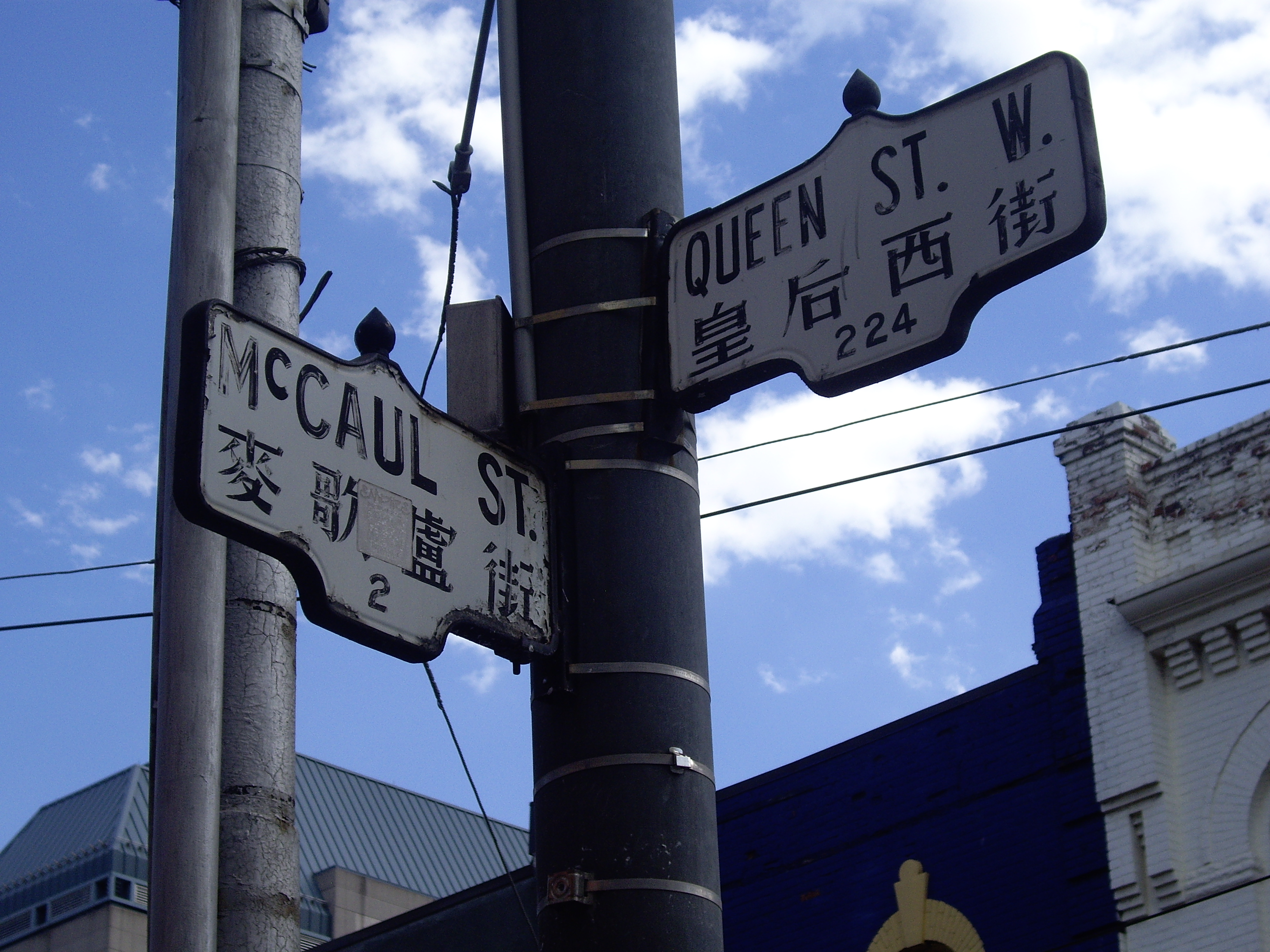
Plaques de rue traduites en chinois au carrefour de la rue McCaul (transcrite) et de la rue Queen ouest (traduite)

Un certain nombre de rues dans le quartier chinois sont traduites en chinois sur les plaques de rues, et ce depuis les années 1970. La plupart de ces traductions sont phonétique et l'utilisation des caractères chinois pour les spécifiques est définie par la prononciation cantonaise.
Ces noms traduits s'utilisent aussi dans les annonces en chinois diffusées par la ville.
| Nom en anglais          | Traduction | Signification (mots transcrits en italique) | Traduction du spécifique | Traduction du spécifique |
| Nom en anglais          | Traduction | Signification (mots transcrits en italique) | Régime                   | Prononciation (Jyutping) |
| ----------------------- | ---------- | ------------------------------------------- | ------------------------ | ------------------------ |
| Baldwin Street          | 寶雲街     | rue Baldwin                                 | phonétique               | bou2 wan4                |
| Beverley Street (en)    | 比華利街   | rue Beverley                                | phonétique               | bei2 waa4 lei6           |
| Cecil Street            | 施素街     | rue Cecil                                   | phonétique               | si1 sou3                 |
| College Street          | 書院街     | rue du Collège                              | littérale                | syu1 jyun2               |
| D’Arcy Street           | 達士街     | rue D'Arcy                                  | phonétique               | daat6 si6                |
| Dundas Street (en) West | 登打士西街 | rue Dundas ouest                            | phonétique               | dang1 daa2 si6           |
| Glasgow Street          | 嘉士高街   | rue Glasgow                                 | phonétique               | gaa1 si6 gou1            |
| Huron Street            | 曉倫街     | rue Huron                                   | phonétique               | hiu2 leon4               |
| McCaul Street           | 麥歌盧街   | rue McCaul                                  | phonétique               | mak6 go1 lou4            |
| Phoebe Street           | 菲比街     | rue Phoebe                                  | phonétique               | fei1 bei2                |
| Queen Street West       | 皇后西街   | rue de la Reine ouest                       | littérale                | wong4 hau6               |
| Ross Street             | 羅士街     | rue Ross                                    | phonétique               | lo4 si6                  |
| Spadina Avenue          | 士巴丹拿道 | avenue Spadina                              | phonétique               | si6 baa1 daan1 naa4      |
| Stephanie Street        | 史蒂芬尼街 | rue Stephanie                               | phonétique               | si2 tai4 fan1 nei4       |
| Sullivan Street         | 蘇利雲街   | rue Sullivan                                | phonétique               | sou1 lei6 wan4           |

## East Chinatown
Du fait de l'inflation des prix de l'immobilier du centre-ville de Toronto et de sa gentrification, East Chinatown s'est formé dans l'est de la ville, dans le quartier de Riverdale, autour des rues Broadview Avenue et Gerrard Street.

## Galerie

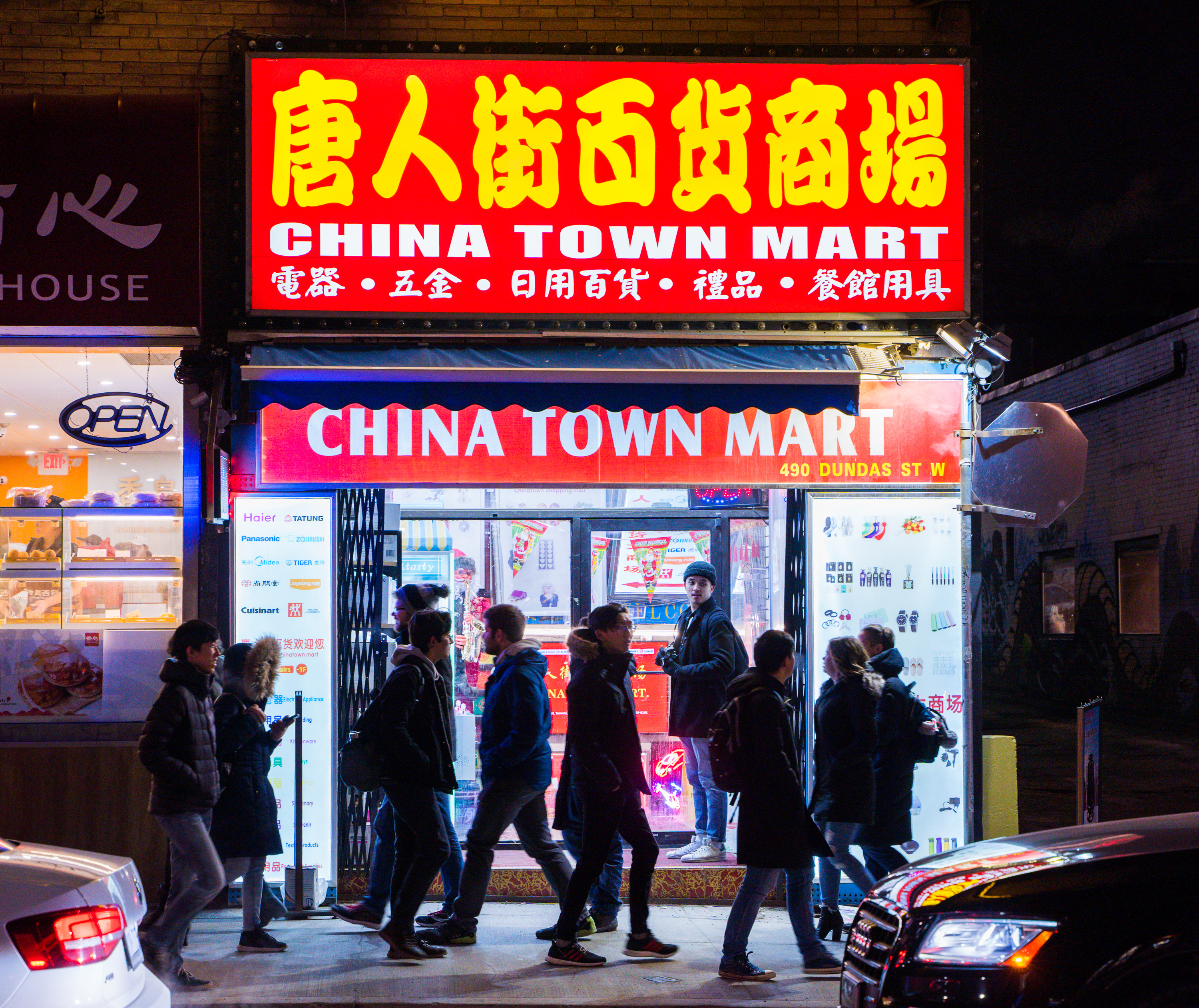
Un magasin dans le quartier chinois
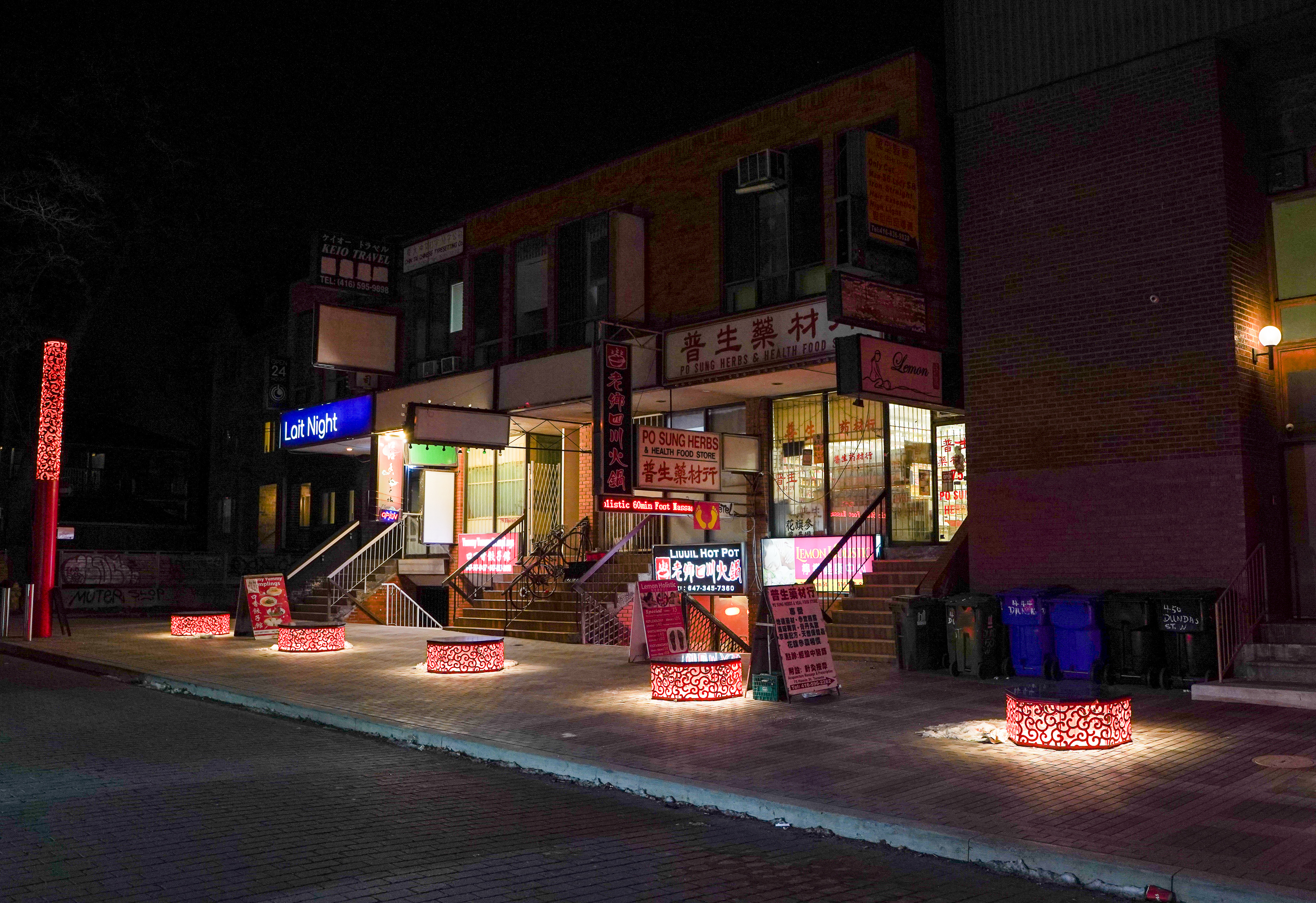
La nuit dans le quartier chinois
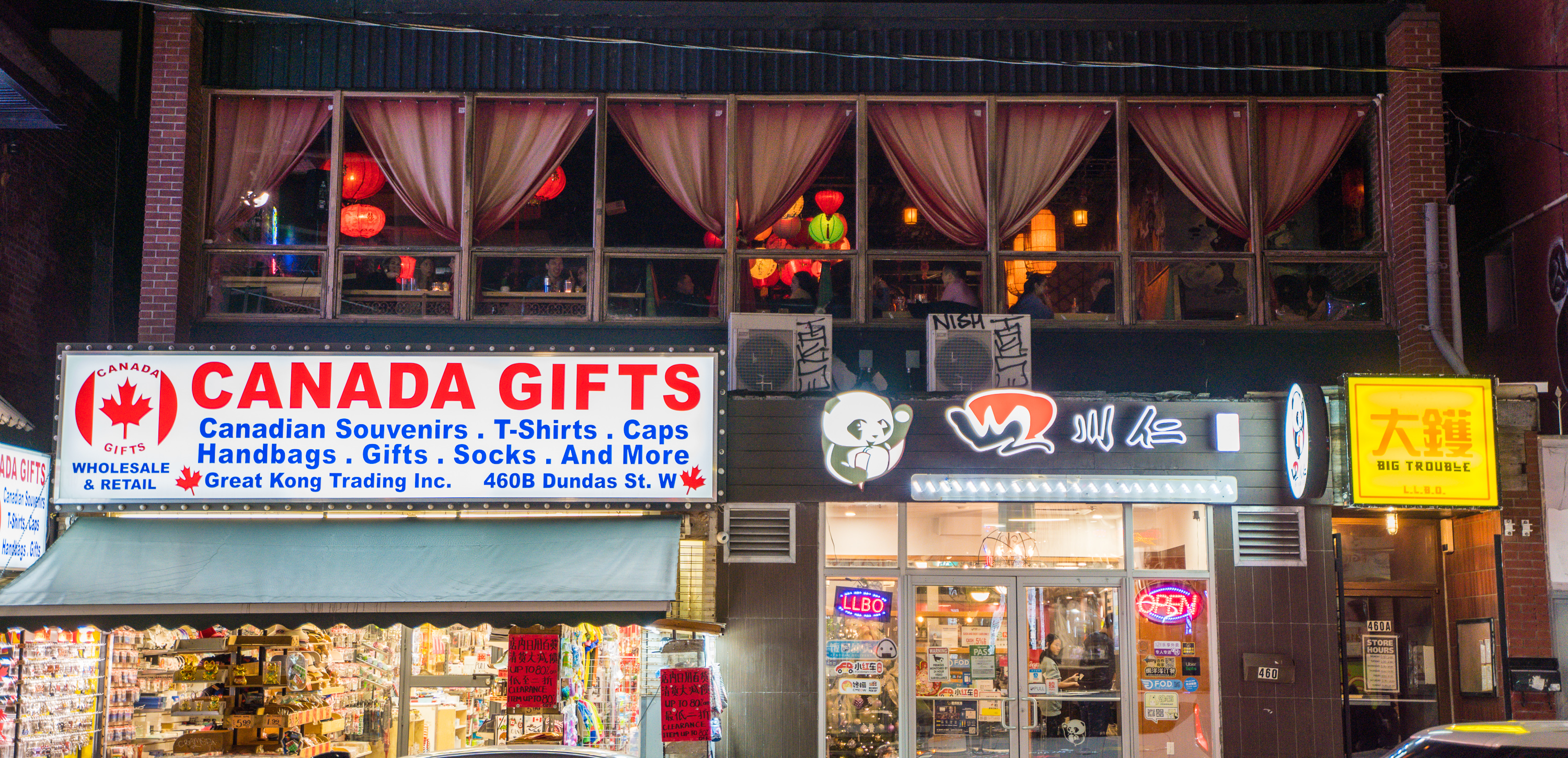
Bar Big Trouble du quartier chinois
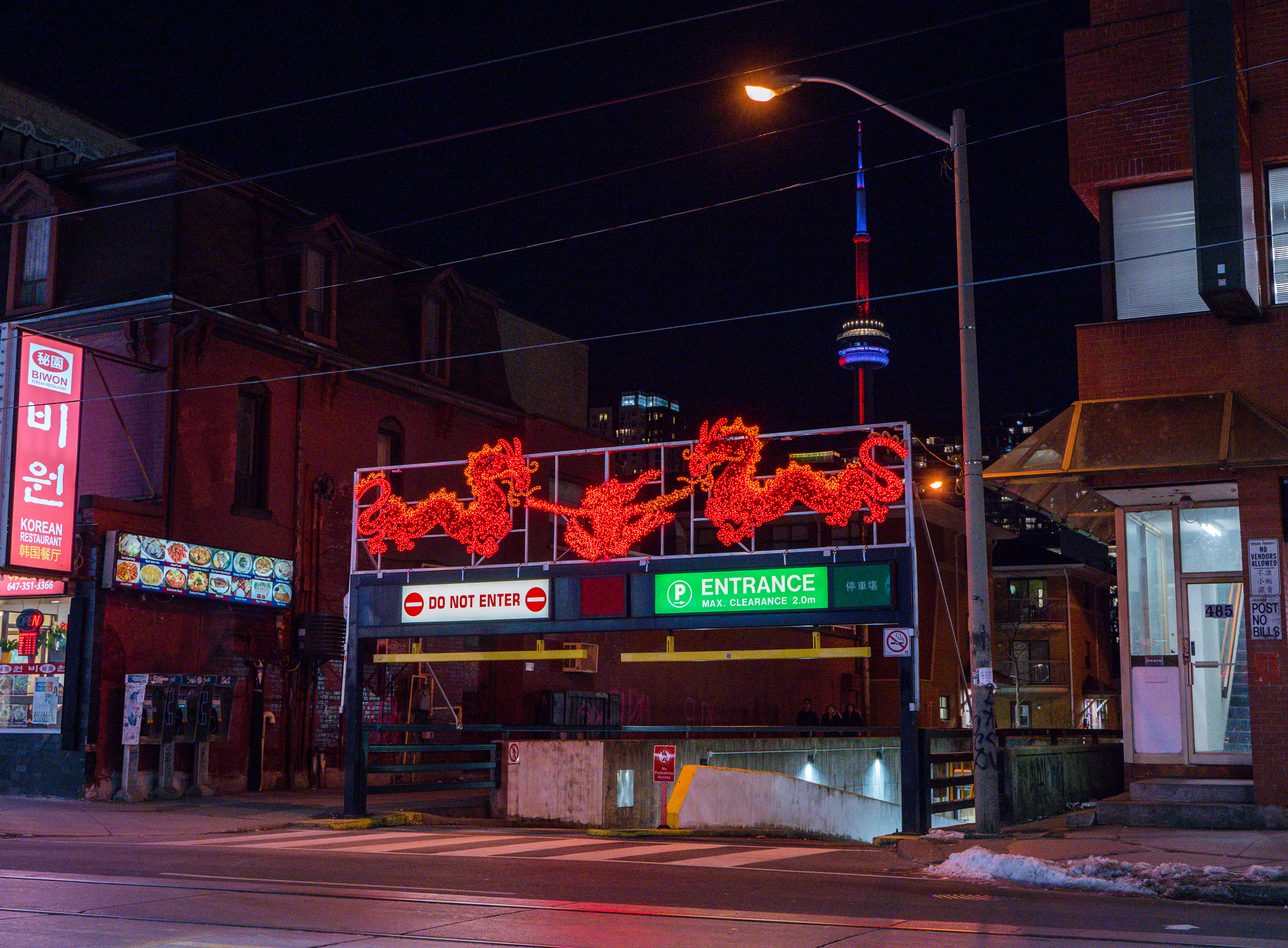
La tour CN, vu du quartier chinois
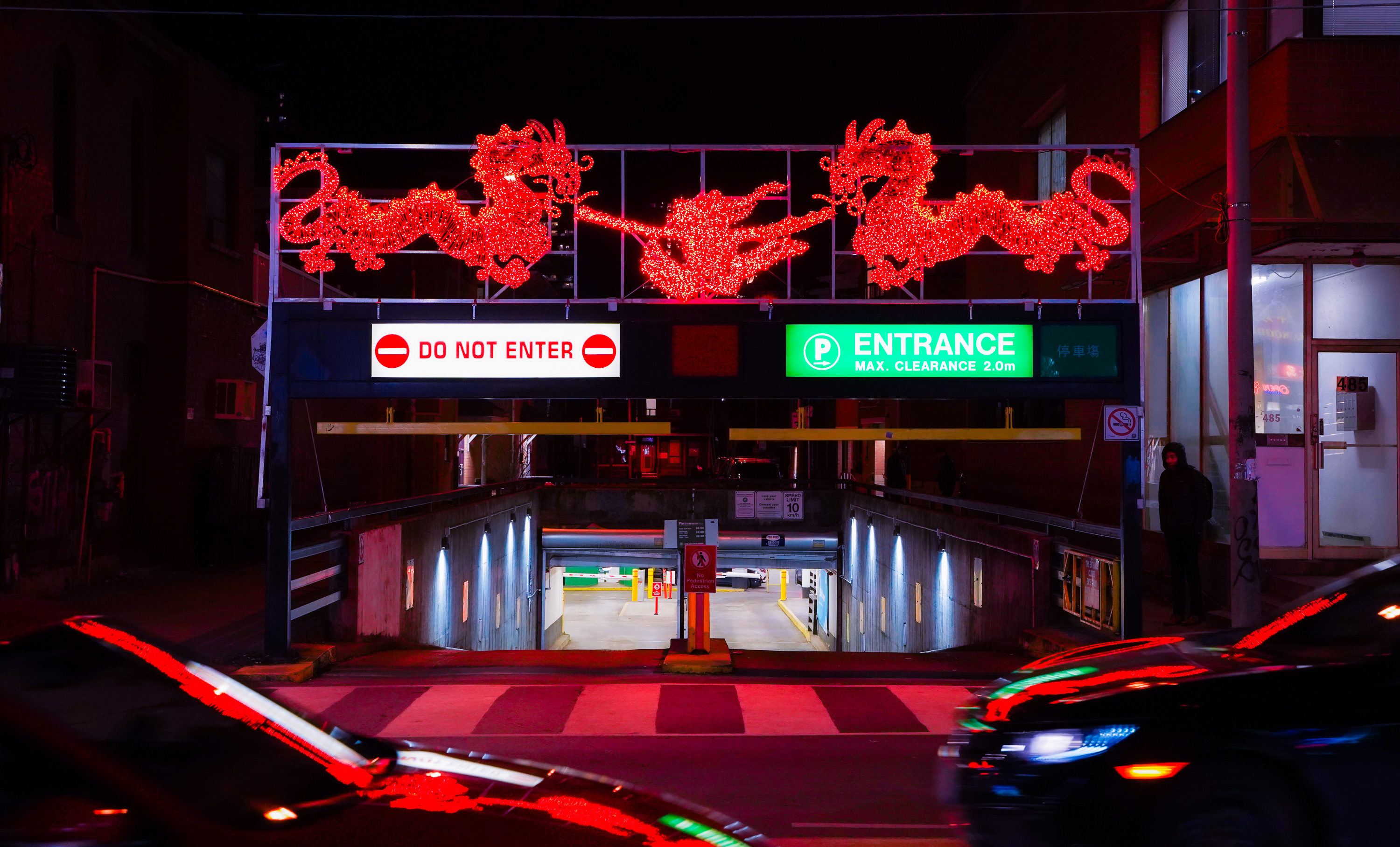
Stationnement souterrain décoratif du quartier chinois
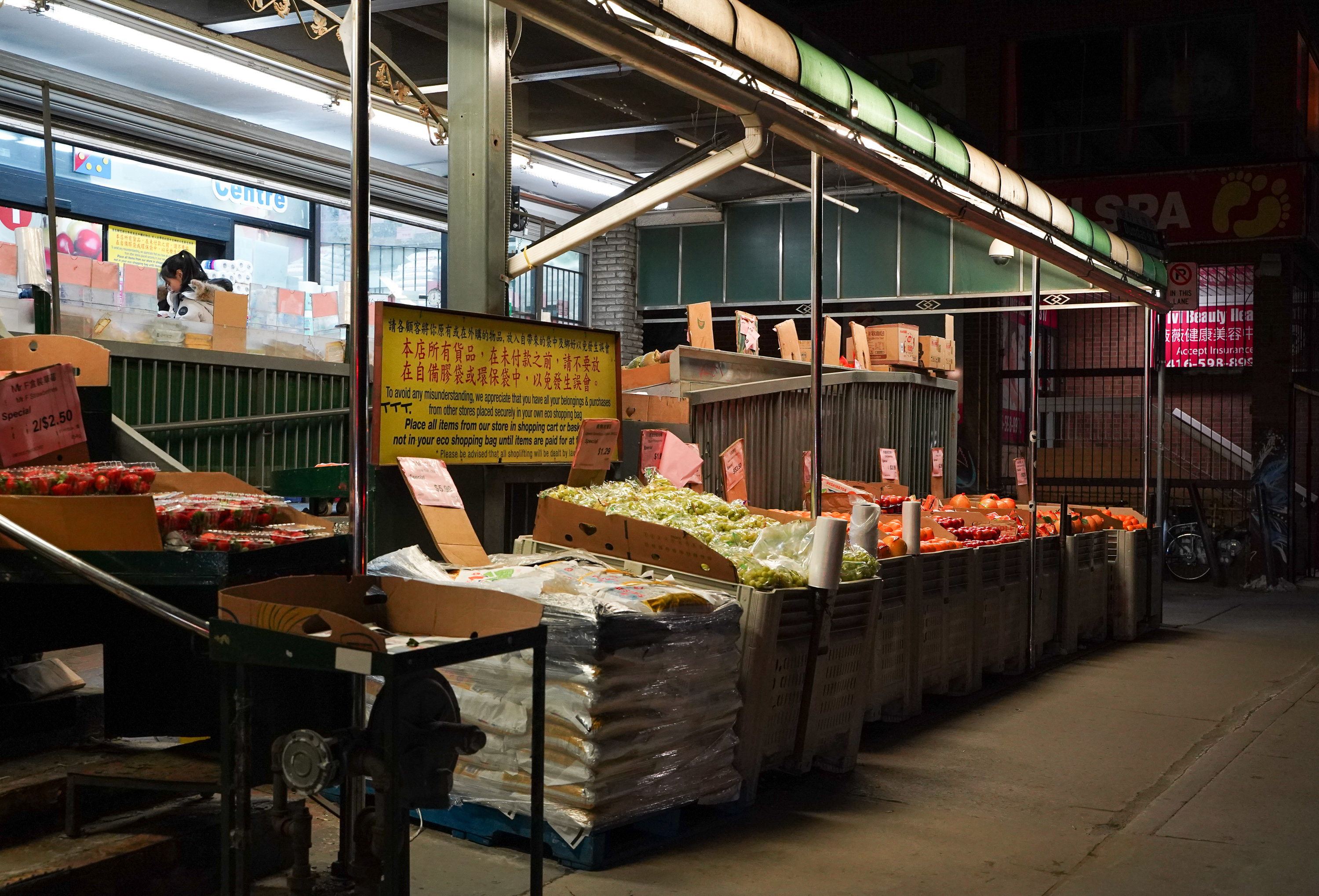
Un supermarché dans le quartier chinois dans le soir
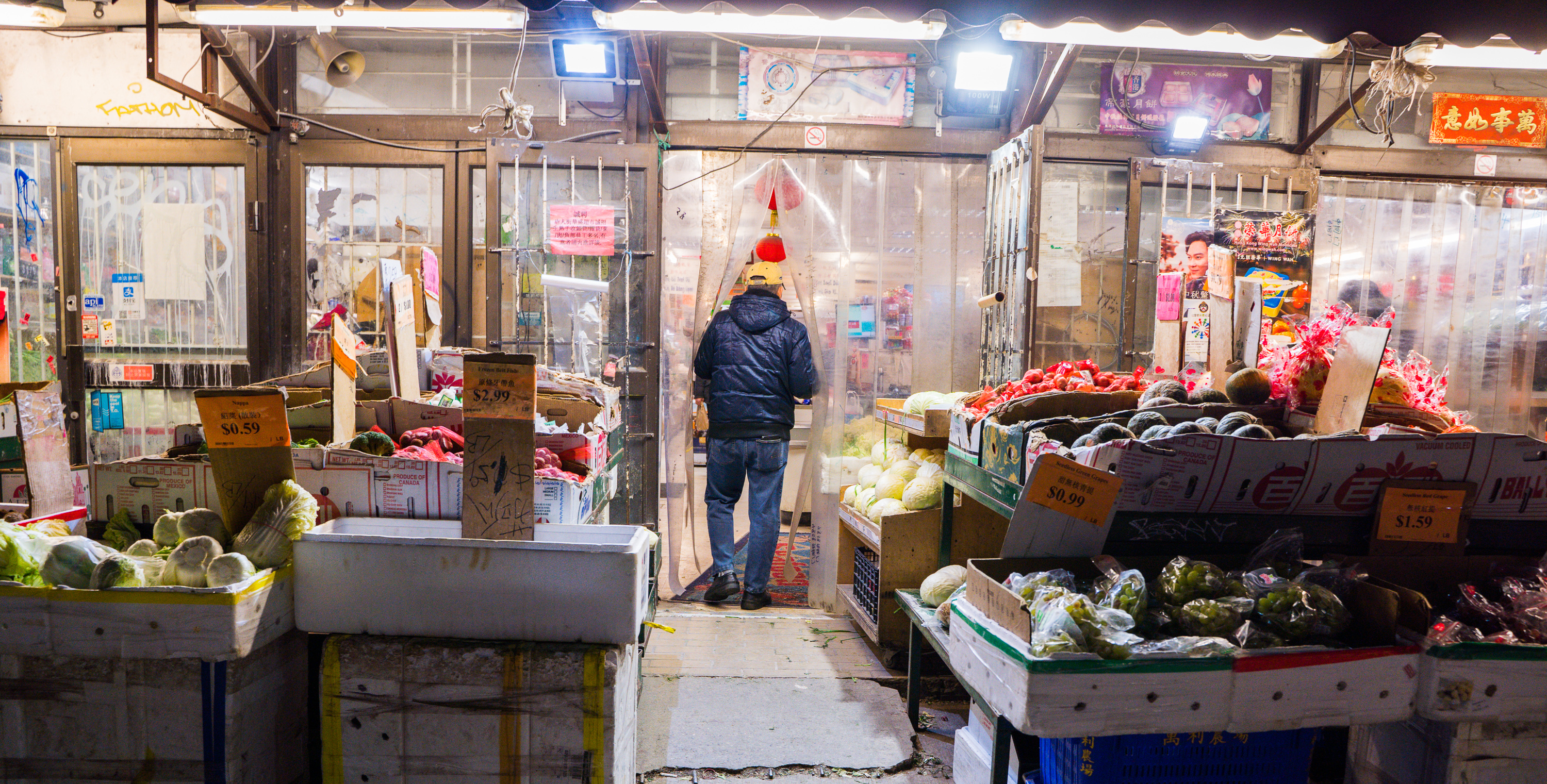
Un supermarché dans le quartier chinois dans le soir
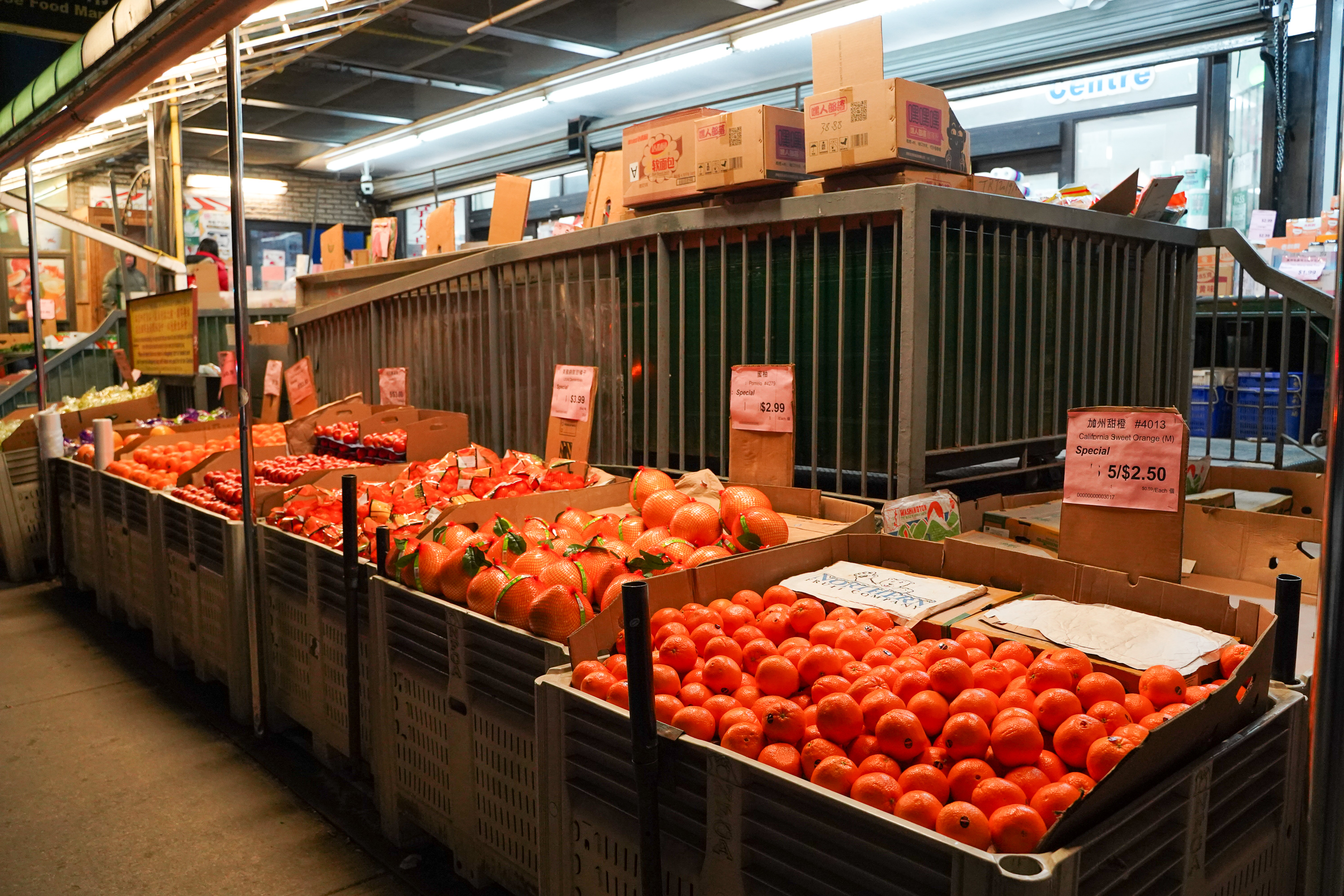
Un supermarché dans le quartier chinois dans le soir
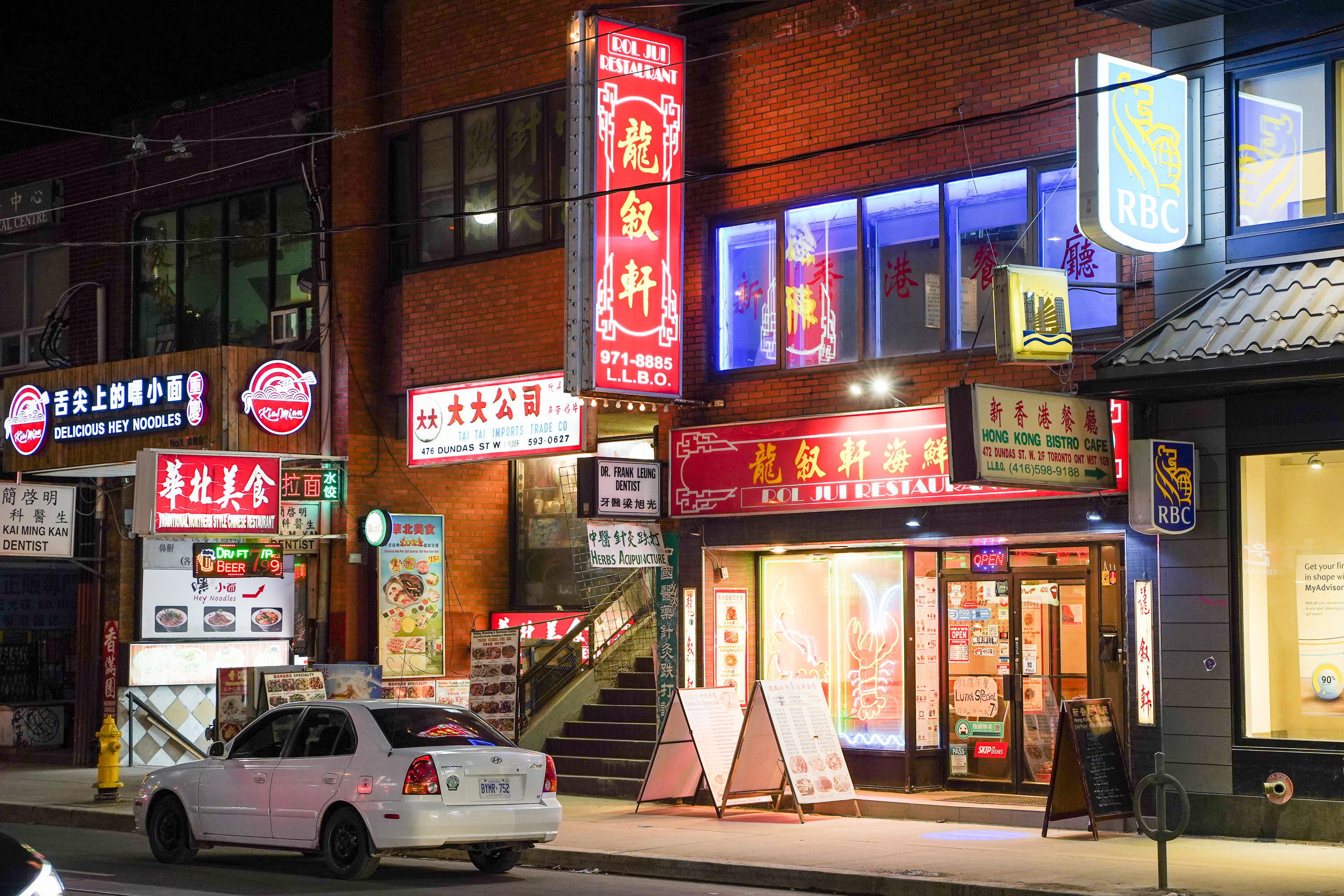
Quelques restaurants dans le quartier chinois de Toronto
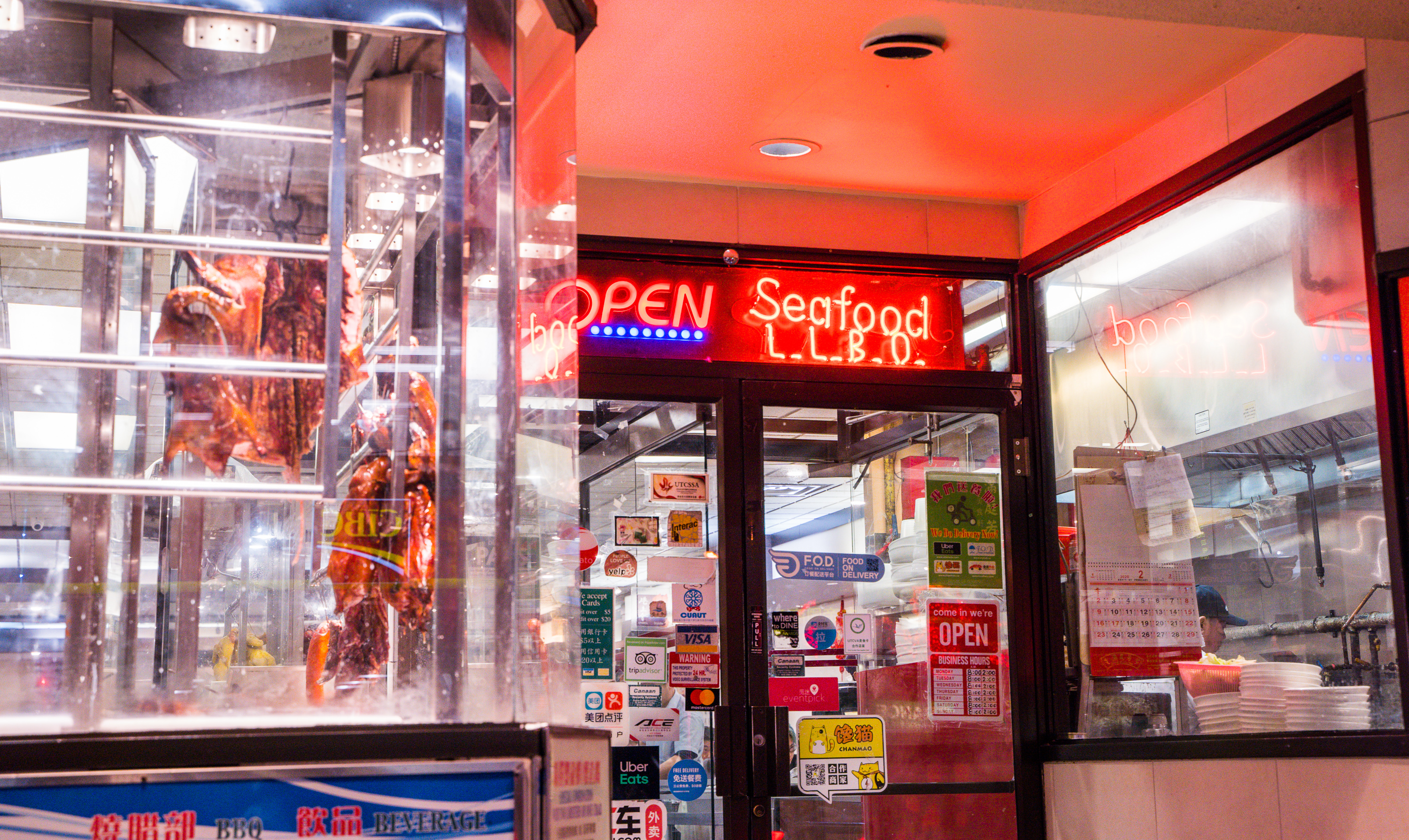
Un restaurant de fruits de mer et de barbecue dans le quartier chinois
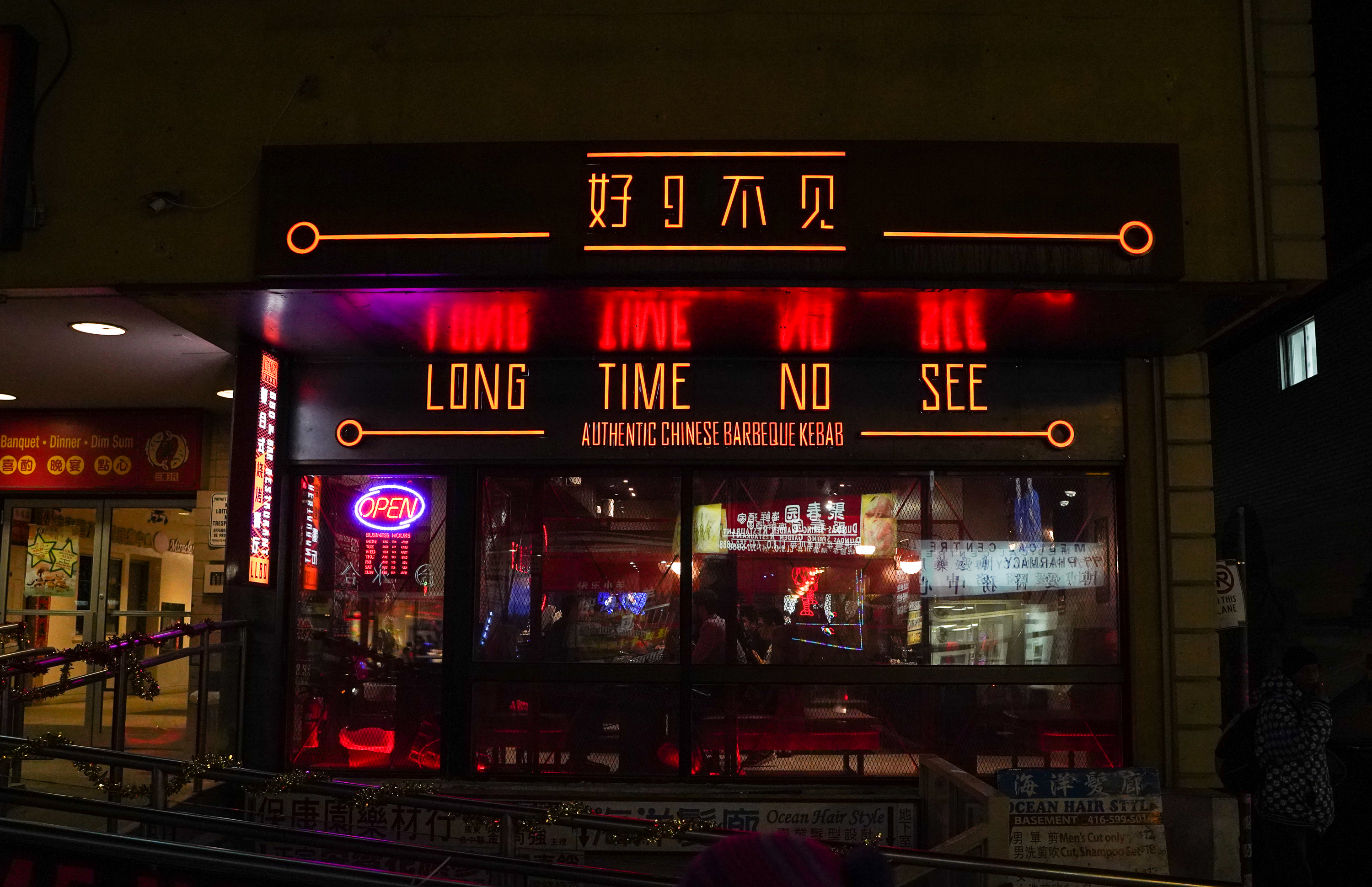
Un restaurant qui s'appelle Long Time No See